# Люскин, Александр Степанович
Александр Степанович Люскин (род. 10 августа 1910 года, Москва, Российская империя, ум. 17 ноября 1992 года, Москва, РСФСР, СССР) — советский конькобежец, серебряный призёр чемпионата СССР в абсолютном зачёте. Рекордсмен СССР на дистанциях 500 и 1000 метров. Заслуженный мастер спорта СССР (1950), тренер, судья всесоюзной категории по велоспорту. Капитан в отставке. Выступал за ЦДКА (Москва).

## Биография
Александр Люскин родился в Москве. Уже с раннего детства он обгонял у себя во дворе всех мальчиков на коньках-"снегурках", привязанных к валенкам. Но хоккей больше приходился ему по душе. В 15-летнем возрасте его старший брат, который сам увлекался коньками, подарил юному Саше новенькие, настоящие беговые коньки. 
Зимой 1927 года на Девичьем поле он вступил в состав конькобежной секции (СКиГ) и в тот же год вышел победителем соревнований по 3-му разряду, в которых участвовало 120 конькобежцев. На следующий год он оставил позади конькобежцев 2-го разряда, а вскоре вступил в соревнование и с перворазрядниками. В начале 30-х он проходил службу в Красной армии.
В марте 1934 года красноармеец Люскин участвовал в зимней Спартакиаде РККА за московский военный округ, а в декабре того года на вторых конькобежных соревнованиях с участием норвежскими чемпионов мира Михаэлем Стаксрудом и Хансом Энгнестангеном, учащийся школы ВЦСПС показал лучше время из московских конькобежцев в забеге на 1500 метров - 2:34,8 и лучше других овладел норвежским стилем бега.
В сезоне 1935/36 перворазрядник Люскин стал выступать за московский "Буревестник". В январе 1936 года он выиграл дистанцию 5000 метров на турнире приз им. Якова Мельникова, следом выиграл чемпионат Москвы в многоборье, стал серебряным призёром чемпионата СССР в классическом многоборье, уступив только Ивану Аниканову и установил всесоюзный рекорд в беге на 500 метров - 43,5 сек. Люскину было присвоено звание мастера спорта. 
В 1937 году 26-летний москвич занял 3-е место в многоборье на соревнованиях приз им. Кирова. На первенстве страны в многоборье выступил неудачно, также на первенстве Москвы выиграл 500-метровку, но не попал в тройку сильнейших в сумме многоборья. Следующие три сезона Александр не показывал высоких результатов и занимался параллельно тренерской деятельностью. В марте 1941 года выиграл 500 метров на соревнованиях, посвящённые юбилею С.М. Герольского.
В 1941 году с началом войны Люскин вступил в ряды Красной армии. Он служил комиссаром в запасной части недалеко от передовых позиции и руководил подготовкой специального подразделения лыжников, куда отбирались только добровольцы и только те, кто уже был знаком с лыжами. В 1943 году лейтенант РККА приехал с фронта, чтобы участвовать в первенстве Москвы и спортивных обществ.
В 1944 году, после трёх лет, проведённых на войне, он вернулся к тренировкам и соревнованиям и стал уделять упражнениям, которые должны были подготовить дыхание и укрепить сердечно-сосудистую систему. Через год Люскин уже участвовал за ЦДКА в первенстве Москвы и чемпионате СССР, заняв 4-е место в абсолютном зачёте.
В 1946 году дебютировал в составе сборной страны в международном турне по Норвегии. Он участвовал на чемпионате Европы в Тронхейме и на неофициальном чемпионате мира в Осло, участвовал в матче Норвегия - СССР, а завершил турне соревнованиями в Хамаре.
В 1948 году 38-летний спортсмен, находясь в отличной спортивной форме, установил новый рекорд СССР в беге на 1000 м - 1:30,5 сек. В 1949 году выиграл "бронзу" в многоборье на первенстве Москвы, стал шестым на чемпионате СССР в абсолютном зачёте. Люскин участвовал ещё на всесоюзных соревнованиях до 1952 года, после чего завершил карьеру спортсмена, но продолжил тренировать.

## Тренерская карьера
С 1936 года Люскин тренировал будущего двукратного чемпиона страны по конькобежному спорту Владимира Прошина, два года работал на льду с Евгением Гришиным, учеником 185-й школы Коминтерновского района, прививая ему вкус к стремительному спринту. Был также наставником Валерия Лаврушкина, пока тот проходил службу в армии. Он также не раз входил в состав судейских бригад на всесоюзных и международных соревнованиях. Кроме того он был тренером команды ЦДКА по велоспорту.
В январе 1952 года за успешную подготовку конькобежцев он был награждён значком "Отличник физической культуры".

## Награды
- 6 ноября 1985 года - награждён орденом Великой Отечественной войны II степени